# Cheshire Cat
Cheshire Cat — дебютный студийный альбом американской поп-панк-группы Blink-182, выпущенный 17 февраля 1995 года на лейбле Cargo Music/Grilled Cheese. В качестве продюсеров выступили сами участники коллектива. Это единственный альбом группы под названием «Blink» до приставления цифр «182». На ранних версиях альбома на обложке можно это увидеть.
Выпущенный одновременно с расцветом панк-рока в Калифорнии, Cheshire Cat добился небольшого успеха. В поддержку альбома вышло два сингла: «M+M’s» и «Wasting Time». Композиции «M+M’s» и «Carousel» вошли в сборник лучших хитов группы Greatest Hits.

## Запись
Благодаря успеху демо-альбома Buddha, Blink-182 (тогда носившие название «Blink») получили возможность записать свой дебютный полноформатный альбом. Участники группы засели в студии в конце 1993 года и записали все песни для Cheshire Cat в течение трех дней (по аналогии с предшествующими альбому демозаписями Flyswatter и Buddha, которые были записаны за такой же короткий срок).
Некоторые композиции представляют собой обновленный вариант песен с демо-альбома Buddha, к примеру, «Carousel», «Strings», «Sometimes», и «TV». В начале 1994 года группа подписывает контракт с лейблом Cargo Music на распространение альбома, благодаря чему уровень известности Blink повысился. Название альбома посвящено одноименному персонажу книги Льюиса Кэрролла «Алиса в Стране чудес».

## Выпуск и критика
Cheshire Cat официально выпущен лейблом Cargo Music 17 февраля 1995 года. Версия на виниле вышла небольшим тиражом в 1996 году. Переиздание вышло 3 ноября 1998 года ровно через неделю после переиздания альбома Buddha. Цифровая версия Cheshire Cat для музыкальных онлайн сервисов (iTunes и Rhapsody) вышла в 2004 году.
Blink добились небольшого успеха в Калифорнии, по большей части в Сан-Диего, где они и записали свой дебютный альбом. В поддержку альбома вышли два сингла: «M+M’s» в 1995 году и «Wasting Time» в 1996-м, однако, оба они провалились и не попали в чарты. На композицию «M+M’s» было снято два видеоклипа: клип с сюжетом и концертный клип.
Вскоре после выпуска Cheshire Cat группе стала угрожать судом ирландская поп-группа с таким же названием. Чтобы избежать правовых разбирательств, участники группы решают прибавить цифры «182» к своему названию.
В целом, альбом получил положительные отзывы критиков, за исключением нескольких жалоб на вокал и лирику песен. Благодаря быстрому темпу всех композиций на альбоме, Cheshire Cat считают самым «панковским» альбомом в дискографии Blink-182.

## Список композиций
Слова и музыка всех песен — Марк Хоппус, Том ДеЛонг и Скотт Рейнор. Соавтор слов в песне «Wasting Time» — Джефф Форрест.
| №                   | Название                | Основной вокалист   | Длительность |
| ------------------- | ----------------------- | ------------------- | ------------ |
| 1.                  | «Carousel»              | ДеЛонг              | 3:14         |
| 2.                  | «M+M’s»                 | Хоппус              | 2:39         |
| 3.                  | «Fentoozler»            | Хоппус              | 2:04         |
| 4.                  | «Touchdown Boy»         | ДеЛонг              | 3:10         |
| 5.                  | «Strings»               | Хоппус              | 2:25         |
| 6.                  | «Peggy Sue»             | ДеЛонг              | 2:38         |
| 7.                  | «Sometimes»             | Хоппус              | 1:08         |
| 8.                  | «Does My Breath Smell?» | ДеЛонг              | 2:38         |
| 9.                  | «Cacophony»             | Хоппус              | 3:05         |
| 10.                 | «TV»                    | Хоппус              | 1:41         |
| 11.                 | «Toast and Bananas»     | ДеЛонг              | 2:42         |
| 12.                 | «Wasting Time»          | Хоппус              | 2:49         |
| 13.                 | «Romeo and Rebecca»     | ДеЛонг              | 2:34         |
| 14.                 | «Ben Wah Balls»         | ДеЛонг              | 3:55         |
| 15.                 | «Just About Done»       | ДеЛонг/Хоппус       | 2:16         |
| 16.                 | «Depends»               | ДеЛонг/Хоппус       | 2:48         |
| Общая длительность: | Общая длительность:     | Общая длительность: | 44:53        |

## Участники записи

### Blink-182
- Том ДеЛонг — вокал, гитара
- Марк Хоппус — вокал, бас-гитара
- Скотт Рейнор — барабаны

### Производство
- Мэтт Хаутс — вступление к песне «Ben Wah Balls»
- Стив Кравац — инженер